# Geolyces flavimacula
Geolyces flavimacula är en fjärilsart som beskrevs av George Francis Hampson 1910. Geolyces flavimacula ingår i släktet Geolyces och familjen mätare. Inga underarter finns listade i Catalogue of Life.